# Larry Rickles
Lawrence "Larry" Rickles, född 12 maj 1970 i Los Angeles, Kalifornien, död 3 december 2011 i samma stad, var en amerikansk manusförfattare och film- och TV-producent. Han vann år 2008 en Emmy för sitt arbete med dokumentären Mr. Warmth: The Don Rickles Project som handlar om hans far, skådespelaren och komikern Don Rickles.
Rickles dog av lunginflammation.